# Орден Югославской звезды
Орден Югославской звезды (сербохорв. Орден југословенске звезде / Orden jugoslavenske zvijezde) — высшая государственная награда Социалистической Федеративной Республики Югославия.

## Степени
Имеет 4 степени:
- Орден Югославской большой звезды (Orden jugoslovenske velike zvezde)
- Орден Югославской звезды с лентой (Orden jugoslovenske zvezde sa lentom)
- Орден Югославской звезды с золотым венком (Orden jugoslovenske zvezde sa zlatnim vencem)
- Орден Югославской звезды (Orden jugoslovenske zvezde na ogrlici)

### Орден Югославской большой звезды
Вручался главам иностранных государств за укрепление связей с СФРЮ, за выдающийся вклад в развитие и укрепление мирного сотрудничества Югославии с другими странами, а также высшим руководителям Югославии.
Производство — IKOM (Загреб).
Лента ордена — муаровая, фиолетового цвета, шириной 100 мм.
Знак ордена — 54 мм, золото, бриллианты, эмалевая или рубиновая звездочка.
Звезда ордена — 90 мм, золото, серебро, 10 бриллиантов, 45 рубинов, звездочка эмалевая или рубиновая.
До 1985 года вручено 127 орденов, в том числе:
- 115 — иностранцы;
- 12 — граждане Югославии.

### Орден Югославской звезды с лентой
|             |               |
| Знак ордена | Звезда ордена |

Вручался за укрепление связей с СФРЮ, за выдающийся вклад в развитие и укрепление мирного сотрудничества Югославии с другими странами. Награждались председатели правительств и парламентов иностранных государств, престолонаследники, а также высокопоставленные граждане Югославии.
Производство — IKOM (Загреб).
Лента ордена — муаровая, фиолетового цвета, шириной 100 мм.
Знак ордена — 60 мм, серебро, эмалевая звездочка или из рубинов.
Звезда ордена — 80 мм, серебро, звездочка эмалевая или из рубинов.
159 награждений, в том числе 66 — граждане Югославии.

### Орден Югославской звезды с золотым венком
Вручался за укрепление связей с СФРЮ, за выдающийся вклад в развитие и укрепление мирного сотрудничества Югославии с другими странами. Награждались секретари парламентов, министры, губернаторы, мэры городов иностранных государств.
Производство — IKOM (Загреб).
Шейная лента — муаровая, фиолетового цвета, шириной 36 мм.
Знак ордена — 55х60 мм, серебро, звездочка эмалевая или из рубинов.
Звезда ордена — 80 мм, серебро, звездочка эмалевая или из рубинов.
320 награждений.

### Орден Югославской звезды (III степень)
Вручался за укрепление связей с СФРЮ, за выдающийся вклад в развитие и укрепление мирного сотрудничества Югославии с другими странами. Награждались заместители министров, секретари посольств.
Производство — IKOM (Загреб).
Шейная лента — муаровая, фиолетового цвета, шириной 36 мм.
Знак ордена — 50х58 мм. Серебро.
322 награждения.